# Giurgeni (okręg Neamț)
Giurgeni – wieś w Rumunii, w okręgu Neamț, w gminie Valea Ursului. W 2011 roku liczyła 655 mieszkańców.